# Impuesto per cápita
El impuesto por cabeza o impuesto personal en sentido estricto es un impuesto cuyo monto es idéntico para todas las personas, o sea, el monto a pagar no se establece ni sobre los bienes de la persona, ni sobre sus ingresos, y tampoco sobre cualquier otro carácter diferencial (por ejemplo, tramo de edad de la persona, su nivel de instrucción, su nivel presumido de riqueza, cantidad de hijos, etc.). La justificación del impuesto reposa sobre la propia existencia de la misma. El concepto impuesto personal es empleado para designar y señalar a los  «impuestos personalizados» por oposición al concepto de «impuesto real».
Como sinónimo o equivalente a este concepto, a veces se aplica el término capitación, denominación que en general se reserva a un impuesto francés del llamado Antiguo Régimen, idéntico en monto para una determinada categoría de individuos, pero en donde se encuentran establecidas varias categorías, también este define el impuesto por cabeza que está estrechamente relacionado con el PBI interno.
Los impuestos por cabeza jugaron un rol de alguna importancia en el financiamiento de los gobiernos hasta el siglo XIX, pero luego fueron progresivamente remplazados por impuestos personales.

## Community Charge en el Reino Unido (años 1990)
En el  Reino Unido, el gobierno de la primera ministra Margaret Thatcher, implementó un impuesto personal, el Community Charge –más conocido como poll tax– para reemplazar a los impuestos locales. 